# Virgin Trains
Virgin Trains war eine britische Eisenbahngesellschaft. Obwohl das Unternehmen mit dem bekannten Logo der Virgin Group auftrat, gehörten diesem Konzern nur 51 Prozent des Aktienkapitals. Die restlichen 49 Prozent waren im Besitz der Stagecoach Group.

## Geschichte
Das Unternehmen wurde nach der Privatisierung von British Rail Mitte der 1990er-Jahre gegründet. Virgin Trains bewarb sich erfolgreich für zwei landesweite InterCity-Verkehrskonzessionen im Franchising. Die erste Konzession umfasste den Betrieb der InterCity-Züge auf der West Coast Main Line.
Bis 10. November 2007 betrieb Virgin Trains ebenfalls das Franchise der Cross-Country Route. Dieses wurde jedoch seither umstrukturiert und anderen Betreibern zugeordnet. Der größte Teil fiel an Arriva, welche es nunmehr unter der Marke CrossCountry vermarktet. Die bisherigen Züge der Destination Birmingham–Glasgow, welche bisher von Virgin Cross Country betrieben wurden, sind dem West-Coast-Franchise zugeschlagen worden. Die Züge zwischen Manchester und Schottland gingen an die First Group.
Das verbliebene West-Coast-Franchise sollte ursprünglich 2012 auslaufen, wurde jedoch zugunsten einer längeren Ausschreibung und Prüfung bis Anfang 2013 verlängert. Im August 2012 wurde schließlich bekannt gegeben, dass Virgin Trains die erneute Ausschreibung verloren hat und das Franchise ab Dezember 2012 durch die First Group als First West Coast betrieben werden sollte. Aufgrund einer fehlerhaften Ausschreibung wurde diese Entscheidung jedoch revidiert und Virgin Trains die Streckenrechte erneut für mindestens ein Jahr zugesprochen, bis eine erneute Vergaberunde erfolgt.
Zwischen März 2015 und Juni 2018 betrieb eine Schwestergesellschaft von Virgin Trains, Virgin Trains East Coast, Intercity-Verkehre auf der East Coast Main Line und ersetzte dabei den vorherigen Betreiber East Coast. Bei dieser Betriebsgesellschaft besaß Virgin lediglich 10 % der Anteile, Stagecoach 90 %.
Am 7. Dezember 2019 stellte Virgin Trains den Betrieb ein. Der letzte Zug fuhr um 17:42 von London nach Wolverhampton. Die zuvor von Virgin Trains bedienten Strecken wurden von Avanti West Coast übernommen.

## Fahrzeuge
Zum Einsatz kommt auf den meisten Routen die moderne Britische Klasse 390, genannt Pendolino. Auf den Routen, die in Wales und Schottland enden und auf der West Coast Main Line verkehren, wird zudem die Britische Klasse 221, genannt SuperVoyager, genutzt.
Darüber hinaus steht Virgin Trains ein Wendezug, bestehend aus 9 Mark-3-Passagierwagen, einem Class-82-Steuerwagen und einer Class-90-Lokomotive zur Verfügung. Dieser Zug wurde im Jahre 2009 bei Wabtec in Doncaster einem umfangreichen Redesign unterzogen und unter anderem mit neuen Sitzen, Steckdosen sowie Wi-Fi ausgestattet. Die Innenausstattung wurde auf den Stand der Pendolinos gebracht, so dass der Zug den Spitznamen „Pretendolino“ erhielt.
| Vorhandene Fahrzeuge |      |                      |          |                 |           |           |
| Baureihe             | Bild | Typ                  | V/max    | Personen- wagen | Anzahl    | Baujahr   |
| Britische Klasse 221 |      | Triebwagen (Diesel)  | 200 km/h | 5               | 20        | 2001–2002 |
| Britische Klasse 390 |      | Triebwagen (Elektro) | 200 km/h | 9               | 21        | 2001–2004 |
| Britische Klasse 390 | 11   | Triebwagen (Elektro) | 200 km/h | 35              | 2009–2012 |           |

## Streckennetz

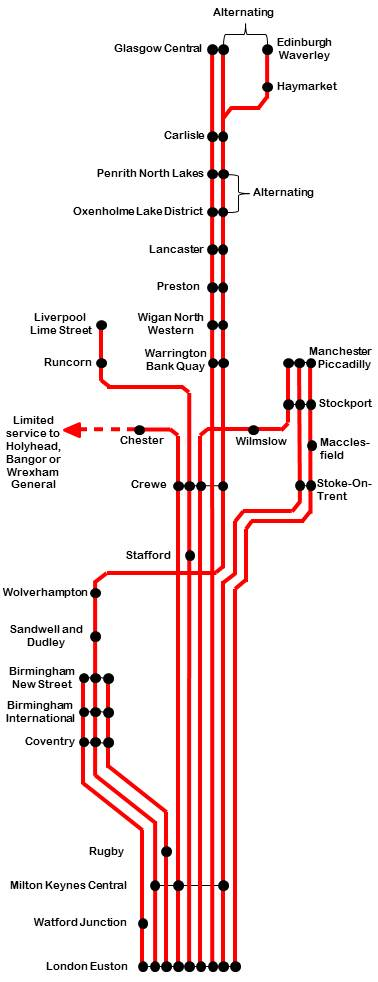
Eine Karte, die jede Stunde das Off-Peak-Service-Muster zeigt (engl.)

Das Streckennetz von Virgin Trains ist in sechs Routen zusammengefasst, die von London und Birmingham ausgehen:
- Route A von London Euston über Birmingham New Street nach Edinburgh Waverly oder Glasgow Central
- Route B von London Euston nach Birmingham New Street
- Route C von London Euston oder Birmingham New Street über Chester nach Holyhead oder Wrexham
- Route D von London Euston über Rugby nach Liverpool Lime Street
- Route E von London Euston über Stoke-on-Trent oder Crewe nach Manchester Piccadilly
- Route F von London Euston über Lancaster nach Glasgow Central